# Filmografia lui Quentin Tarantino

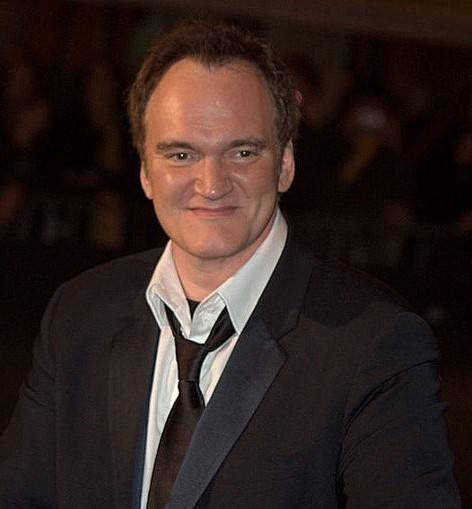
Quentin Tarantino

Filmografia lui Quentin Tarantino:

## Filme
| An             | Film                       | Ca      | Ca        | Ca         | Ca    | Ca                                 | Note                               |
| An             | Film                       | Regizor | Scenarist | Producător | Actor | Rol                                | Note                               |
| -------------- | -------------------------- | ------- | --------- | ---------- | ----- | ---------------------------------- | ---------------------------------- |
| 1987           | My Best Friend's Birthday  | Da      | Da        | Da         | Da    | Clarence Pool                      | parțial film pierdut               |
| 1992           | Reservoir Dogs             | Da      | Da        |            | Da    | Mr. Brown                          |                                    |
| 1993           | True Romance               |         | Da        |            |       |                                    |                                    |
| 1994           | Pulp Fiction               | Da      | Da        |            | Da    | Jimmie Dimmick                     |                                    |
| 1994           | Natural Born Killers       |         | Da        |            |       |                                    | Story                              |
| 1994           | Sleep with Me              |         |           |            | Da    | Sid                                | Cameo                              |
| 1994           | Killing Zoe                |         |           | Da         |       |                                    | producător executiv                |
| 1995           | Four Rooms                 | Da      | Da        |            | Da    | Chester Rush                       | segmentul The Man from Hollywood   |
| 1995           | Desperado                  |         |           |            | Da    | Pick-up guy                        | Cameo                              |
| 1995           | Destiny Turns on the Radio |         |           |            | Da    | Johnny Destiny                     |                                    |
| 1996           | Girl 6                     |         |           |            | Da    | În rolul său                       |                                    |
| 1996           | The Rock                   |         | Da        |            |       |                                    | Nemenționat                        |
| 1996           | From Dusk Till Dawn        |         | Da        |            | Da    | Richard Gecko                      |                                    |
| 1996           | Curdled                    |         |           | Da         | Da    | Richard Gecko                      | producător executiv                |
| 1997           | Jackie Brown               | Da      | Da        |            | Da    | vocea robotului telefonului        |                                    |
| 1999           | From Dusk Till Dawn 2      |         |           | Da         |       |                                    | producător executiv                |
| 1999           | From Dusk Till Dawn 3      |         |           | Da         |       |                                    | producător executiv                |
| 2000           | Little Nicky               |         |           |            | Da    | Deacon                             | Cameo                              |
| 2003 2004      | Kill Bill (Vol. I & II)    | Da      | Da        |            | Da    | Crazy 88 member                    | Cameo                              |
| 2003           | My Name Is Modesty         |         |           | Da         |       |                                    | producător executiv                |
| 2005           |                            |         |           |            |       |                                    | producător executiv                |
| Daltry Calhoun |                            |         | Da        |            |       |                                    | producător executiv                |
| Hostel         |                            |         | Da        |            |       |                                    | producător executiv                |
| 2006           | Freedom's Fury             |         |           | Da         |       |                                    | producător executiv                |
| 2007           | Grindhouse                 | Da      | Da        | Da         | Da    | Warren barmanul                    | Segmentul: Death Proof             |
| 2007           | Grindhouse                 |         |           | Da         | Da    | Lewis / Rapist #1                  | Segment: Planet Terror             |
| 2007           | Sukiyaki Western Django    |         |           |            | Da    | Ringo                              | Cameo                              |
| 2007           | Hostel: Part II            |         |           | Da         |       |                                    | producător executiv                |
| 2008           | Hell Ride                  |         |           | Da         |       |                                    | producător executiv                |
| 2009           | Inglourious Basterds       | Da      | Da        |            | Da    | First scalped victim / American GI | Film within a film: Nation's Pride |
| 2011           | Hostel: Part III           |         |           | Da         |       |                                    | producător executiv                |
| 2012           | Django Unchained           | Da      | Da        |            | Da    |                                    |                                    |

### Premii și nominalizări
| An    | Film                      | Nominalizări la Premiul Oscar | Premiul Oscar (câștigate) | Nominalizări la BAFTA | BAFTA (câștigate) | Nominalizări la Globul de Aur | Globul de Aur (câștigate) |
| ----- | ------------------------- | ----------------------------- | ------------------------- | --------------------- | ----------------- | ----------------------------- | ------------------------- |
| 1987  | My Best Friend's Birthday |                               |                           |                       |                   |                               |                           |
| 1992  | Reservoir Dogs            |                               |                           |                       |                   |                               |                           |
| 1994  | Pulp Fiction              | 7                             | 1                         | 9                     | 2                 | 6                             | 1                         |
| 1997  | Jackie Brown              | 1                             | 0                         |                       |                   | 2                             | 0                         |
| 2003  | Kill Bill Vol 1           |                               |                           | 5                     | 0                 | 1                             | 0                         |
| 2004  | Kill Bill Vol 2           |                               |                           |                       |                   | 2                             | 0                         |
| 2007  | Death Proof               |                               |                           |                       |                   |                               |                           |
| 2009  | Inglourious Basterds      | 8                             | 1                         | 6                     | 1                 | 4                             | 1                         |
| Total |                           | 16                            | 2                         | 20                    | 3                 | 15                            | 2                         |